# Resolução 23 do Conselho de Segurança das Nações Unidas
Resolução 23 do Conselho de Segurança das Nações Unidas, aprovada em 14 de abril de 1947, determinou que a comissão criada pela Resolução 15 do Conselho de Segurança das Nações Unidas permanecerá na área e ser ampliada.
Foi aprovada com 9 votos, com as abstenções da Polônia e União Soviética.